# League of Ireland Premier Division (2013)
League of Ireland Premier Division 2013 (znana jako SSE Airtricity League Premier Division ze względów sponsorskich) była 29. edycją najwyższej klasy rozgrywkowej piłki nożnej w Irlandii pod tą nazwą, a 93. mistrzowskimi rozgrywkami w ogóle.
Brało w niej udział 12 drużyn, które w okresie od 8 marca do 25 października 2013 rozegrały 33 kolejek meczów. 
Sezon zakończył baraż o utrzymanie w Premier Division. Obrońcą tytułu była drużyna Sligo Rovers. Mistrzostwo po raz ósmy w historii zdobyła drużyna St Patrick’s Athletic.

## Drużyny
| Uczestnicy poprzedniej edycji | Uczestnicy poprzedniej edycji | Uczestnicy poprzedniej edycji | Uczestnicy poprzedniej edycji |
| --- | ----------------------------- | ----------------------------- | ----------------------------- |
| SRS | Sligo Rovers                  | Sligo                         | 1                             |
| DRU | Drogheda United               | Drogheda                      | 2                             |
| STP | St. Patrick’s Athletic        | Dublin                        | 3                             |
| SHR | Shamrock Rovers               | Dublin                        | 4                             |
| DER | Derry City                    | Derry                         | 5                             |
| COR | Cork City                     | Cork                          | 6                             |
| BOD | Bohemian F.C.                 | Dublin                        | 7                             |
| SHB | Shelbourne FC                 | Dublin                        | 8                             |
| UCD | University College Dublin     | Dublin                        | 9                             |
| BRW | Bray Wanderers                | Bray                          | 10                            |
| po barażach |                               |                               |                               |
| DUN | Dundalk F.C.                  | Dundalk                       | 11                            |
| Awans z First Division 2012 |                               |                               |                               |
| LIM | Limerick                      | Limerick                      | 1                             |
| Oznaczenia: - kolumna pierwsza – skróty nazw drużyn, - kolumna trzecia – siedziba klubu, - kolumna czwarta – miejsce zajęte w poprzednim sezonie. |                               |                               |                               |

## Tabela
| Lp. | Drużyna                   | M  | Z  | R  | P  | B+ | B- | +/– | Pkt | Kwalifikacja lub spadek                      |
| --- | ------------------------- | -- | -- | -- | -- | -- | -- | --- | --- | -------------------------------------------- |
| 1   | St Patrick’s Athletic (M) | 33 | 21 | 8  | 4  | 56 | 20 | +36 | 71  | Liga Mistrzów UEFA • II runda kwalifikacyjna |
| 2   | Dundalk                   | 33 | 21 | 5  | 7  | 55 | 30 | +25 | 68  | Liga Europy UEFA • I runda kwalifikacyjna    |
| 3   | Sligo Rovers (P)          | 33 | 19 | 9  | 5  | 53 | 22 | +31 | 66  | Liga Europy UEFA • I runda kwalifikacyjna    |
| 4   | Derry City                | 33 | 17 | 5  | 11 | 57 | 39 | +18 | 56  | Liga Europy UEFA • I runda kwalifikacyjna    |
| 5   | Shamrock Rovers           | 33 | 13 | 13 | 7  | 43 | 28 | +15 | 52  |                                              |
| 6   | Cork City                 | 33 | 13 | 7  | 13 | 47 | 50 | −3  | 46  |                                              |
| 7   | Limerick                  | 33 | 11 | 9  | 13 | 38 | 46 | −8  | 42  |                                              |
| 8   | Drogheda United           | 33 | 8  | 14 | 11 | 44 | 46 | −2  | 38  |                                              |
| 9   | UCD                       | 33 | 8  | 6  | 19 | 45 | 73 | −28 | 30  |                                              |
| 10  | Bohemians                 | 33 | 7  | 8  | 18 | 27 | 47 | −20 | 29  |                                              |
| 11  | Bray Wanderers (B, O)     | 33 | 7  | 6  | 20 | 33 | 66 | −33 | 27  | Baraż o Premier Division                     |
| 12  | Shelbourne (S)            | 33 | 5  | 6  | 22 | 25 | 56 | −31 | 21  | Spadek do First Division                     |

## Wyniki
| Gospodarz \ Gość      | BOH | BRW | COR | DER | DRO | DUN | LIM | SHM | SHE | SLI | StP | UCD | BOH | BRW | COR | DER | DRO | DUN | LIM | SHM | SHE | SLI | StP | UCD |
| --------------------- | --- | --- | --- | --- | --- | --- | --- | --- | --- | --- | --- | --- | --- | --- | --- | --- | --- | --- | --- | --- | --- | --- | --- | --- |
| Bohemians             |     | 3–2 | 1–2 | 0–4 | 1–1 | 0–2 | 0–1 | 0–0 | 0–3 | 0–3 | 0–2 | 2–1 |     | 0–1 |     | 2–0 |     | 1–1 |     | 1–0 |     | 0–2 |     | 1–3 |
| Bray Wanderers        | 1–3 |     | 1–2 | 2–3 | 3–2 | 0–1 | 0–4 | 0–0 | 1–0 | 0–0 | 0–1 | 2–2 |     |     | 1–2 |     |     | 0–2 | 1–0 |     | 1–1 |     | 1–3 | 1–1 |
| Cork City             | 2–1 | 1–3 |     | 0–1 | 1–0 | 2–2 | 2–3 | 1–2 | 1–1 | 3–1 | 0–2 | 2–1 | 1–0 |     |     | 4–1 |     |     |     |     | 5–3 |     | 4–2 | 2–0 |
| Derry City            | 2–1 | 2–0 | 1–1 |     | 1–1 | 0–1 | 2–1 | 2–1 | 4–0 | 0–1 | 0–1 | 2–4 |     | 2–0 |     |     | 0–2 |     | 6–0 | 0–0 | 3–1 | 1–2 |     |     |
| Drogheda United       | 2–2 | 2–1 | 1–1 | 2–3 |     | 0–1 | 2–2 | 0–3 | 0–0 | 1–1 | 1–2 | 3–2 | 1–0 | 2–0 | 2–3 |     |     |     | 3–0 |     |     |     |     | 1–0 |
| Dundalk               | 3–0 | 1–0 | 2–0 | 1–3 | 2–2 |     | 2–2 | 0–0 | 1–0 | 1–3 | 2–1 | 2–3 |     |     | 4–0 | 3–0 | 1–0 |     | 1–2 | 3–1 |     | 2–0 |     |     |
| Limerick              | 2–1 | 4–4 | 0–0 | 0–1 | 0–1 | 3–2 |     | 1–1 | 0–0 | 0–0 | 0–1 | 3–1 | 1–0 |     | 2–1 |     |     |     |     | 2–0 | 1–0 |     | 0–0 | 1–3 |
| Shamrock Rovers       | 1–1 | 7–0 | 1–1 | 2–1 | 1–1 | 1–0 | 1–0 |     | 1–0 | 1–1 | 3–0 | 1–1 |     | 3–0 | 2–1 |     | 3–1 |     |     |     |     | 1–2 | 0–4 |     |
| Shelbourne            | 0–1 | 1–2 | 2–1 | 0–1 | 1–3 | 1–3 | 2–1 | 0–0 |     | 0–2 | 0–3 | 2–0 | 0–3 |     |     |     | 2–2 | 1–2 |     | 1–2 |     |     |     | 1–2 |
| Sligo Rovers          | 0–0 | 3–0 | 2–0 | 3–0 | 2–2 | 0–1 | 2–1 | 0–0 | 2–0 |     | 1–1 | 5–2 |     | 2–0 | 0–0 |     | 3–1 |     | 2–0 |     | 2–0 |     |     |     |
| St Patrick’s Athletic | 1–1 | 2–0 | 2–1 | 1–1 | 1–0 | 1–2 | 3–0 | 0–0 | 4–0 | 2–0 |     | 5–0 | 1–1 |     |     | 1–1 | 0–0 | 2–0 |     |     | 1–0 | 2–0 |     |     |
| UCD                   | 1–0 | 4–5 | 3–0 | 0–6 | 2–2 | 1–2 | 1–1 | 2–0 | 1–2 | 0–3 | 0–1 |     |     |     |     | 1–3 |     | 0–2 |     | 1–4 |     | 0–3 | 1–3 |     |

## Baraż o Premier Division
Bray Wanderers wygrał w dwumeczu 5-4 z Longford Town finał baraży o miejsce w Premier Division na sezon 2014.
|  |                      |                      |                      |                      |                      |    |                |              |               |              |              |              |
|  | First Division baraż | First Division baraż | First Division baraż | First Division baraż | First Division baraż |    |                | Finał baraży | Finał baraży  | Finał baraży | Finał baraży | Finał baraży |
|  | First Division baraż | First Division baraż | First Division baraż | First Division baraż | First Division baraż |    |                | Finał baraży | Finał baraży  | Finał baraży | Finał baraży | Finał baraży |
|  |                      |                      |                      |                      |                      |    |                |              |               |              |              |              |
|  |                      |                      |                      |                      |                      |    |                |              |               |              |              |              |
|  |                      |                      |                      |                      |                      | 11 | Bray Wanderers | 2            | 3             | 5            |              |              |
|  |                      |                      |                      |                      |                      | 11 | Bray Wanderers | 2            | 3             | 5            |              |              |
|  | 3                    | Mervue United        | 1                    | 2                    | 3 (0)                |    |                | 2            | Longford Town | 2            | 2            | 4            |
|  | 3                    | Mervue United        | 1                    | 2                    | 3 (0)                |    |                | 2            | Longford Town | 2            | 2            | 4            |
|  | 2                    | Longford Town *      | 0                    | 3                    | 3 (3)                |    |                |              |               |              |              |              |
|  | 2                    | Longford Town *      | 0                    | 3                    | 3 (3)                |    |                |              |               |              |              |              |

* zwycięstwo po rzutach karnych.

| 18 października 2013 | Mervue United    | 1:0   | Longford Town |                                                         |
| 20:45                | Jason Molloy 14' | (0:0) |               | Fahy's Field, Galway Widzów: 607 Sędzia: Keith Callanan |

| 25 października 2013 | Longford Town                                      | 3:2 (pd. k. 3:0)        | Mervue United                                   |                                                                  |
| 20:45                | Daniel Purdy 29' · David O'Sullivan 66', 102'      | (1:1, 2:1, 2:2, k. 3:0) | 7' Jason Molloy · 120+2' Paul Sinnott           | City Calling Stadium, Longford Widzów: 999 Sędzia: Kevin O'Regan |
| 20:45                | · David O'Sullivan · Derek O'Brien · Ryan Connolly | Rzuty karne             | · Jason Molloy · Stephen Walsh · Barry O'Mahony | City Calling Stadium, Longford Widzów: 999 Sędzia: Kevin O'Regan |

| 28 października 2013 | Bray Wanderers      | 2:2   | Longford Town                        |                                                         |
| 20:45                | Jason Byrne 8', 31' | (2:0) | 61' Dean Ebbe · 83' David O'Sullivan | Carlisle Grounds, Bray Widzów: 900 Sędzia: Graham Kelly |

| 1 listopada 2013 | Longford Town         | 2:3   | Bray Wanderers                                                 |                                                              |
| 20:45            | Daniel Purdy 58', 79' | (0:1) | 3' Gary Dempsey · 73' Kieran Marty Waters · 86' Kevin O'Connor | City Calling Stadium, Longford Sędzia: Derek Tomney (Dublin) |

## Najlepsi strzelcy
| Bramki | Strzelcy       | Drużyna                     |
| ------ | -------------- | --------------------------- |
| 18     | Rory Patterson | Derry City                  |
| 14     | Declan O'Brien | Drogheda United             |
| 14     | Patrick Hoban  | Dundalk                     |
| 13     | David McMillan | Sligo Rovers / UCD          |
| 13     | Ciarán Kilduff | Shamrock Rovers / Cork City |
| 13     | Jason Byrne    | Bray Wanderers              |
| 12     | Anthony Elding | Sligo Rovers                |
| 12     | Michael Rafter | Derry City                  |
| 10     | Anthony Flood  | St Patrick’s Athletic       |

Źródło: .

## Stadiony
| Bohemians       |
| --------------- |
| Dalymount Park  |
| Pojemność: 3640 |
|                 |

| Bray Wanderers   |
| ---------------- |
| Carlisle Grounds |
| Pojemność: 3250  |
|                  |

| Cork City       |
| --------------- |
| Turners Cross   |
| Pojemność: 7485 |
|                 |

| Derry City         |
| ------------------ |
| Brandywell Stadium |
| Pojemność: 3700    |
|                    |

| Drogheda United  |
| ---------------- |
| Hunky Dorys Park |
| Pojemność: 3500  |
|                  |

| Dundalk         |
| --------------- |
| Oriel Park      |
| Pojemność: 4500 |
|                 |

| Limerick        |
| --------------- |
| Markets Field   |
| Pojemność: 3000 |
|                 |

| St Patrick’s Athletic |
| --------------------- |
| Richmond Park         |
| Pojemność: 5340       |
|                       |

| Shamrock Rovers  |
| ---------------- |
| Tallaght Stadium |
| Pojemność: 8000  |
|                  |

| Shelbourne      |
| --------------- |
| Tolka Park      |
| Pojemność: 4400 |
|                 |

| Sligo Rovers    |
| --------------- |
| Showgrounds     |
| Pojemność: 3873 |
|                 |

| UCD             |
| --------------- |
| UCD Bowl        |
| Pojemność: 3000 |
|                 |

Źródło: .